# جورج أوقست شتال
جورج أوقست شتال (بالهولندية: Georg August Stahl؛ بالألمانية: Georg August Stahl) هو نقاش ‏ وفنان ورسام ألماني وهولندي، ولد في 12 سبتمبر 1903 في Kirchditmold ‏ في ألمانيا، وتوفي في 7 مارس 1982 في إدام (هولندا) في هولندا.